# Lennies McFerren
Lennies McFerren (New Madrid, 19 agosto 1990) è un giocatore di football americano statunitense che gioca come runningback per i Ravensburg Razorbacks.